# Ivanjševski Vrh
Ivanjševski Vrh este o localitate din comuna Gornja Radgona, Slovenia, cu o populație de 150 de locuitori.